# توماس غوردون هارتلي
توماس غوردون هارتلي (بالإنجليزية: Thomas Gordon Hartley)‏ هو عالم نبات أمريكي، ولد في 9 يناير 1931 في بومونت في الولايات المتحدة، وتوفي في 8 مارس 2016 في كانبرا في أستراليا.